# Acacia ammobia
Acacia ammobia är en ärtväxtart som beskrevs av Maconochie. Acacia ammobia ingår i släktet akacior, och familjen ärtväxter. Inga underarter finns listade i Catalogue of Life.